# Löwenbrücke (Radeberg)
Die Löwenbrücke ist eine Eisenbahnbrücke im Südosten der sächsischen Stadt Radeberg. Das 1846 fertiggestellte Bauwerk steht unter Denkmalschutz.

## Geschichte
In einem Staatsvertrag zwischen Preußen und Sachsen wurde 1843 die Errichtung einer grenzüberschreitenden Eisenbahnverbindung beschlossen. Die dazu gegründete Sächsisch-Schlesische Eisenbahngesellschaft begann im Mai 1844 mit dem Bau der Bahnlinie von Dresden nach Görlitz. Im November 1845 wurde der Streckenabschnitt von Dresden nach Radeberg freigegeben, die gesamte Strecke wurde im September 1847 eröffnet. Im Radeberger Stadtgebiet erforderte die geschaffene Eisenbahnverbindung den Bau mehrerer Brücken, welche in den Jahren 1845 und 1846 fertiggestellt wurden.

## Bauwerk

### Lage
Die Löwenbrücke befindet sich am Kilometer 83,9 der Bahnstrecke Görlitz–Dresden, die zweigleisig über die Brücke führt. Unter der Brücke hindurch führen ein Feldweg, welcher von der Kleinwolmsdorfer Straße abzweigt, sowie ein kleiner Zufluss der Schwarzen Röder, welche unmittelbar neben der Brücke verläuft. In der Nähe der Löwenbrücke befand sich am Flusslauf früher die Waldmühle, deren Zugang durch das Bauwerk führte. Die Mühle fungierte als Walkmühle zur Verarbeitung von Textilien.

### Ausführung

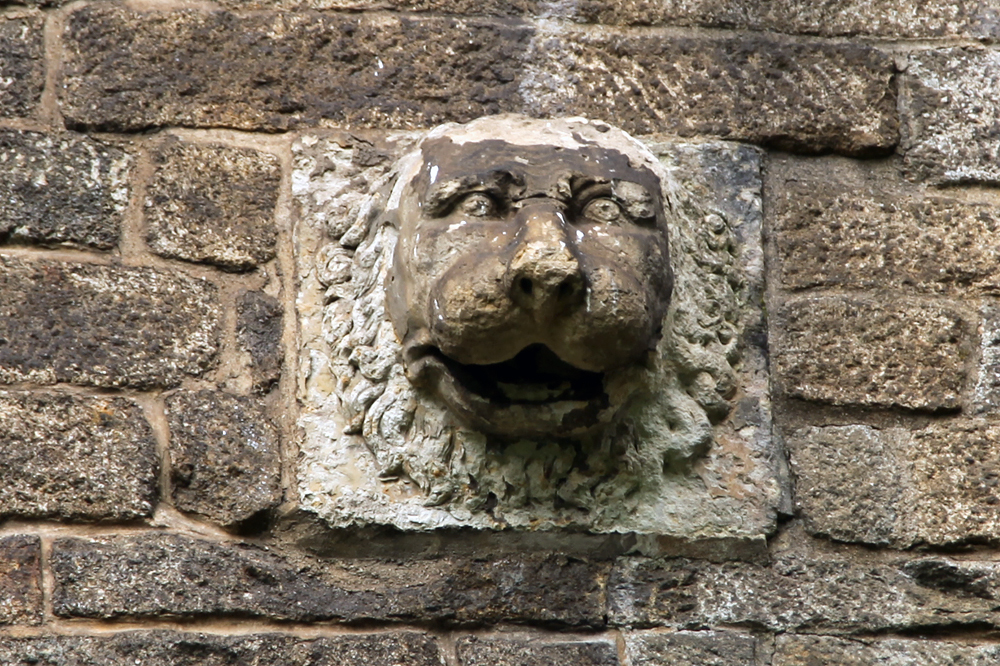
Löwenkopf

Die Steinbogenbrücke mit zwei Bögen ist 32 Meter lang und 13,5 Meter hoch. Die überführenden Gleise liegen auf einer Höhe von 247 Metern ü. NN. Die Brücke ist beiderseits mit einem eisernen Geländer versehen. Der Übergang von den senkrechten Kanten der Widerlager und des Mittelpfeilers zu den Bögen wird durch kräftige Kämpfergesimse akzentuiert. Im Zwickel zwischen den beiden Bögen ist auf beiden Längsseiten der Brücke jeweils ein steinernes Relief eines Löwenkopfes angebracht, das dem Bauwerk seinen Namen gab.

## Sonstiges
Bei der Planung der Errichtung der Ortsumgehung Großerkmannsdorf / Radeberg der Staatsstraße 177 wurde seitens der Stadt Radeberg beabsichtigt, den neuen Straßenverlauf unter der Löwenbrücke entlangzuführen. Der Beschluss, die neue S 177 als dreispurige Kraftfahrstraße zu errichten, verhinderte die Realisierung dieses Vorhabens, da für drei Fahrspuren der Platz unter der Brücke nicht ausreichend ist. Stattdessen wurde eine neue Straßenbrücke über die Bahnlinie etwa 200 Meter östlich der Löwenbrücke erbaut.